# ケルマントゥ
ケルマントゥ(KERUMANTU)は、1996年にペルーのアレキパで結成された民族音楽（フォルクローレ）バンド。現在は日本で活躍する。かつては男性3～7人から成っていた。

## 概要
バンド名は、インカ帝国の杯を表す「kero」とポンチョを意味する「manto」を合わせて命名したもの。日本では珍しい南米アンデスの音楽を、民族衣装を羽織って民族楽器などで演じる。
関西地方を中心に、全国各地で演奏（主に梅田、京橋、神戸など）を行っている。
2008年12月、ケルマントゥとしての活動休止を発表。現在はそれぞれのメンバーがソロ活動などを行っている。

## メンバー
- アントニオ・カマケ（Antonio Camaque 1975年 - 　アレキパ生まれ）
  - チャランゴ、サンポーニャなどを担当。
- ブラウリオ・ボサ（Braulio Boza 1966年 - 　クスコ生まれ）
  - ギター、サンポーニャなどを担当。
- ルーベン・カストロ（Ruben Castro 1971年 - 　アレキパ生まれ）
  - ケーナ、サンポーニャなどを担当。
- セサル・ティコナ (Cesar Ticona 1976年 - 　アレキパ生まれ）
  - ボーカル、ケーナ、サンポーニャなどを担当。
- フリアン・トレス

## 歴史
1996年に、当時音楽学校に在籍していたアントニオが仲間のフリアン・トレス、セサル・ティコナらと結成。ペルーで日本のプロダクションの目に留まり、1997年10月5人で来日。当初は東京を拠点に活動する。1997年12月から活動の拠点を大阪に移した。1999年にセサル・ティコナ、アントニオ・カマケ、フリアン・トレスが中心となって大阪にオフィス ケルマントゥを構えた。

## ディスコグラフィ
- KERUMANTU VOL.1（2000年）
- KERUMANTU VOL.2 Rostro de Cobre（2001年）
- KERUMANTU Desde Lejos（2002年）
- KERUMANTU best（2004年）
- KERUMANTU Chachani（2006年）